# ジェット・スフィーン
ジェット・スフィーン（Jet Sphene）は、日本プロサッカーリーグ（Jリーグ）に加盟するジェフユナイテッド市原・千葉の公式チアパフォーマンスチーム。

## 概要
1999年に長峰美紀がホームタウンである市原市・千葉市在住・在勤者を集め結成。2003年からジェフのホームゲームで登場し応援パフォーマンスを披露している。2006年には同じ千葉市を本拠地とする千葉ロッテマリーンズのチアパフォーマンスチーム「M☆Splash!!」とのコラボレーションも行っている。
「ジェット」は「黒い琥珀」と呼ばれる宝石で、「スフィーン」は磨けば磨くほど光沢が出て強烈に光を放つ石を意味する。石の色はジェフのチームカラーと同じ黄色と緑。
小中学生によるジュニアチームもあり、育成も行っている。ジュニアチームはジュニア（小学1年生～）とユース（小学5年生～）でレッスンは市原市、浦安市、東京都江東区で行われている。